# Hradzsini városháza
A 17. század elején épült hradzsini városháza kétszárnyú, reneszánsz épülete a prágai Loreto utcában áll. Címe: Loretánská u. 1. A homlokzatát díszítő, gyémánt mintázatú sgraffitók a Schwarzenberg-palota homlokzatára emlékeztetnek. Közöttük festett, restaurált címermaradványok emlékeztetnek arra az időre, amikor ez az épület volt Hradzsin (Hradčany) királyi város közigazgatási központja.